# Tyler Johnston
Tyler Johnston, né le 14 juin 1987, est un acteur canadien connu pour son rôle dans Supernatural (l'ange Samandriel), aux côtés de Misha Collins.

## Filmographie

### Cinéma
- 2008 : Ogre : Matthew
- 2008 : La Castagne 3 : Y a-t-il un joueur pour sauver la junior league ? : Alex Gorall
- 2007 : Decoys 2 : Alien Seduction : Sam
- 2009 : À l'aube du dernier jour : Shane Mayfield
- 2012 : The Phantoms : Corey Boucher
- 2013 : Forever 16 : Connor

### Télévision

#### Séries télévisées
- La Compagnie des glaces (saison 1) : Cal Ragg
- Smallville (saison 8, épisode 6) : Randy
- The L Word (saison 3, épisode 2) : Redneck Boys
- Godiva's (saison 2, épisodes 11 et 13) : Adrian
- Reunion (saison 1, épisode 11) : Henry
- Life as it is (saison 1, épisode 2) : Geek
- Supernatural  (saison 1, épisode 8) : Matt Pike
- Supernatural  (saison 8, épisodes 2, 7 & 10) : Samandriel / Alfie
- Less Than Kind  : Danny Lubbe
- Motive (série canadienne, saison 1, épisode 1: "Creeping Tom") :Tom

#### Téléfilm
- Une famille en morceaux (Story of a Girl) de Kyra Sedgwick : Tommy